# Trương Quốc Thắng
Trương Quốc Thắng (sinh ngày 11 tháng 5 năm 1980) là một cựu vận động viên đua xe đạp người Việt Nam.
Anh từng vô địch châu Á năm 2000, và là người giữ kỷ lục bốn lần vô địch Cuộc đua xe đạp toàn quốc tranh Cúp truyền hình Thành phố Hồ Chí Minh.

## Tiểu sử
Trương Quốc Thắng sinh ngày 11 tháng 5 năm 1980 tại Thành phố Hồ Chí Minh, là con trai của vận động viên xe đạp Trương Kim Hùng, người từng được mệnh danh là "Thiết cước đại vương" và từng tham gia Thế vận hội Mùa hè 1968.
Anh sớm thành danh ở làng đua xe đạp Việt Nam khi đoạt Áo vàng chung cuộc Cuộc đua xe đạp Cúp truyền hình Thành phố Hồ Chí Minh lúc mới 17 tuổi. Ba năm sau, anh lại gây bất ngờ lớn khi vô địch nội dung đường trường tại Giải vô địch châu Á năm 2000. Đây được xem là một thành tích chấn động đối với bộ môn xe đạp Việt Nam, bởi trước anh chưa từng có vận động viên nào đoạt được huy chương vàng cấp châu lục. Ngay cả các quan chức ngành thể dục thể thao trong nước cũng ngạc nhiên với thành tích này và cho rằng có sự nhầm lẫn nào đó.
Từ năm 2007, anh quyết định xin giải nghệ và nghỉ theo chế độ do chứng bệnh viêm xoang mãn tính. Từ đó cho đến giờ anh làm HLV ở tuyến năng khiếu Thành phố Hồ Chí Minh.

## Thành tích[1]
- Vô địch châu Á năm 2000
- Áo vàng Cúp truyền hình Thành phố Hồ Chí Minh năm 1997, 1998, 2001, 2002